# 山田勝久 (政治家)
山田 勝久（やまだ かつひさ、1923年〈大正12年〉11月9日 - 1984年〈昭和59年〉1月9日 ）は、昭和期の政治家。長野県中野市長。

## 来歴
長野県下高井郡平野村（現中野市）生まれ。1941年（昭和16年）3月、下高井農学校（のち長野県中野実業高等学校）卒業後、農業に従事した後、海軍水路部修技所普通科を経て、1945年（昭和20年）6月、仙台陸軍飛行学校を卒業し、終戦時には陸軍中尉。
戦後は中野市農業委員会委員から1966年（昭和41年）11月に同市議会議員に選出され、副議長を経て、1977年（昭和52年）8月、中野市長選挙に当選した。北信地域広域行政事務組合長も兼任し、在任中は工業団地や住宅団地の造成、公共下水道終末処理場の建設、商店街近代化整備事業などに尽力した。市長に2期在任し1984年1月、在任中に死去した。